# Mitch Ryan
Pour les articles homonymes, voir Ryan.
Mitchell Vaughan Ryan, dit Mitch Ryan, né le 11 janvier 1934 à Cincinnati dans l'Ohio, et mort le 4 mars 2022 à Los Angeles en Californie, est un acteur américain.

## Biographie

### Enfance
Né le 11 janvier 1934 à Cincinnati dans l'Ohio, Mitch Ryan a grandi à Louisville dans le Kentucky. Son père était vendeur de babioles. Mitch Ryan s'engage dans la Marine américaine en 1951 pour échapper à une vie familiale malheureuse et sert pendant la Guerre de Corée. Après cette période, il fréquente le Theatre Barter à Abingdon en Virginie. Il y fait ses débuts d'acteur dans la pièce Thunder Road, avec le fondateur du théâtre, Robert Porterfield.

### Carrière
Membre à vie de l’Actors Studio, Mitch Ryan joue à Broadway notamment Wait Until Dark, Medée (Medea) et The Price.
Mitch Ryan fait partie du casting originel de la série télé soap opera Dark Shadows, jouant Burke Devlin jusqu'à ce qu'il s'en trouve exclu en juin 1967 à cause de son alcoolisme,, et remplacé par Anthony George.
Il apparait dans un épisode de Cannon, "Fool's gold" en 1971 et dans les Rues de San Francisco d'ABC (épisode La licorne). En 1973, il joue le rôle principal dans l'émission NBCadventure Chase, avec ses co-stars Wayne Maunder et Reid Smith.
En 1976 et en 1977, il interprète le personnage principal de Executive Suite qui travaille avec sa future femme à l'écran, Susan Sullivan, dans la série Dharma & Greg, et dans la série éphémère Julie Farr, M.D.
En 1980, Mitch Ryan joue le chef de chariot, Cooper Hawkins, dans la minisérie CBS Western The Chisholms, prenant part à un convoi de pionniers en Californie dans les années 1840 et devenant chef de facto de la famille Chisholm après la mort du patriarche Hadley Chisholm (joué par Robert Preston).
Ses autres génériques comprennent Menteur, menteur, Cannon, Magnum Force, le rôle du meilleur ami découragé et collègue policier de l'inspecteur Harry, un patrouilleur de moto épuisé nommé Charlie McCoy, le "méchant" dans l'Arme fatale (le général Peter McAllister).Il joue également dans Tueurs à gages, Electra Glide in Blue et Hot Shots! 2 (le sénateur Gray Edwards). Et en 1985, il campe le rôle de Tillet Main, le patriarche de la famille Main dans les premières mini-séries Nord et Sud.
Il apparait dans l'Agence tous risques, épisode "Waste 'Em" (NBC). Il est Grant Everett dans l'épisode en deux parties intitulé "Partenaires" de Les Dessous de Palm Beach, Kyle Riker, le père du commandant William Riker dans Star Trek : La Nouvelle Génération (épisode "Le Facteur Icare"). À ce propos, Ryan avait été repéré pour le rôle de capitaine de la série, le capitaine Jean-Luc Picard. Il a également interprété les rôles du petit ami violent de Blanche Deveraux dans Les Craquantes et un policier dans un épisode de 1993 de New York Police Blues. Cette même année, Ryan est aussi Dallas Shields dans Le Rebelle. En 1994, il apparait dans le téléfilm Hart to Hart: Home Is Where the Hart Is, et en 1995, dans Judge Dredd et Halloween 6
Il joue le rôle du père de Greg, Edward Montgomery, dans l'émission Dharma & Greg, qui s'est déroulée de 1997 à 2002. L'année suivante, Ryan incarne Highfather dans La Ligue des justiciers.
Il a été le président de la Screen Actors Guild Foundation.

### Mort
Mitch Ryan meurt le 4 mars 2022 à Los Angeles (Californie).

### Vie privée
Mitch Ryan a épousé Lynda Morse en 1972. Ils ont divorcé plus tard. Le couple a eu trois enfants.

## Filmographie
- 1958 : Thunder Road : Jed Moultrie
- 1967 : Dark Shadows (série télévisée) : Burke Devlin, épisode 1
- 1970 : Monte Walsh : Shorty Austin
- 1971 : My Old Man's Place : Martin Flood
- 1971 : Les Charognards (The Hunting Party) : Doc Harrison
- 1971 : Chandler : Kincaid
- 1972 : The Honkers : Lowell
- 1973 : Electra Glide in Blue : Détective Harve Poole
- 1973 : A Reflection of Fear (en) de William A. Fraker : l'inspecteur McKenna
- 1973 : The Fuzz Brothers : Ben
- 1973 : Chase (TV) : le capitaine Chase Reddick
- 1973 : L'Homme des hautes plaines (High Plains Drifter) : Dave Drake
- 1973 : Les Copains d'Eddie Coyle (The Friends of Eddie Coyle) : Waters
- 1973 : Chase (série télévisée) : le capitaine Chase Reddick
- 1973 : Magnum Force : l'officier Charlie McCoy
- 1976 : The Entertainer (TV) : Mr. Pasko
- 1976 : La Bataille de Midway (Midway) : RAdm. Aubrey W. Fitch
- 1976 : Executive Suite (en) (série télévisée) : Don Walling
- 1976 : Un tueur dans la foule (Two-Minute Warning) de Larry Peerce : le prêtre
- 1977 : The Hemingway Play (TV)
- 1977 : Escape from Bogen County (TV) : Ambler Bowman
- 1977 : Peter Lundy and the Medicine Hat Stallion (TV) : Jethro Lundy
- 1977 : Christmas Miracle in Caufield, U.S.A. (TV) : Mathew Sullivan
- 1978 : Having Babies III (TV) : Dr Blake Simmons
- 1978 : Having Babies (série télévisée) : Dr Blake Simmons
- 1978 : Sergeant Matlovich Vs. the U.S. Air Force (TV) : le lieutenant-colonel Applegate
- 1979 : Flesh and Blood (TV) : Jack Fallon
- 1980 : The Chisholms (série télévisée) : Cooper Hawkins
- 1980 : Angel City (TV) : Silas Creedy
- 1981 : The Choice (TV) : Jerry Clements
- 1981 : The Monkey Mission (TV) : Keyes
- 1981 : En plein cauchemar (The Five of Me) (TV) : Dr Ralph B. Allison
- 1981 : Meurtre d'une créature de rêve (Death of a Centerfold: The Dorothy Stratten Story) (TV) : Hugh Hefner
- 1981 : Of Mice and Men (TV) : Slim
- 1983 : Medea (TV) : Jason
- 1983 : Uncommon Valor (TV) : le chef Tom Riordan
- 1983 : High Performance (série télévisée) : Brennan Flannery
- 1983 : Kenny Rogers as The Gambler: The Adventure Continues (TV) : Charlie McCourt
- 1984 : Fatal Vision (TV) : Paul Strombaugh
- 1985 : Robert Kennedy & His Times (feuilleton TV) : Robert McNamara
- 1985 : Nord et Sud (North and South) (feuilleton TV) : Tillet Main
- 1985 : Hostage Flight (TV) : le capitaine Malone
- 1986 : Verdict (The Penalty Phase) (TV) : le juge Donald Faulkner
- 1986 : Northstar (TV) : le colonel Even Marshall
- 1987 : La Force du destin (All My Children) (série télévisée) : Alex Hunter
- 1987 : L'Arme fatale (Lethal Weapon) de Richard Donner : le général Peter McAllister
- 1988 : Favorite Son (en) (feuilleton TV) : Dan Eastman
- 1989 : Winter People : Drury Campbell
- 1989 : The Ryan White Story (TV) : Tom
- 1989 : Margaret Bourke-White (TV) : Patton
- 1989 : Star Trek : La Nouvelle Génération (saison 2, épisode 14) : Kyle Riker
- 1989 : Santa Barbara (série télévisée) : Anthony Tonnell
- 1990 : Judgment (TV) : Dave Davis
- 1991 : Deadly Game (TV)
- 1991 : In a Child's Name (TV) : Peter Chappell
- 1992 : Aces: Iron Eagle III : Simms
- 1992 : Dirty Work (TV)
- 1992 : 2000, avenue de l'océan (série télévisée) : Porter
- 1992 : Majority Rule (TV)
- 1993 : The Opposite Sex and How to Live with Them : Kenneth Davenport
- 1993 : Hot Shots! 2 : le sénateur Gray Edwards
- 1993 : Star (TV) : Harrison Barclay
- 1963 : Hôpital central (série télévisée) : Frank Smith n° 2 (1993-1994)
- 1994 : Hart to Hart: Home Is Where the Hart Is (TV) : le chef Carson
- 1994 : Blue Sky : Ray Stevens
- 1994 : Chérie, vote pour moi (Speechless) : Wannamaker
- 1995 : Gramps (TV) : Oliver
- 1995 : Judge Dredd de Danny Cannon : Vardas Hammond, le journaliste assassiné par Dredd
- 1995 : Halloween 6 : La Malédiction de Michael Myers (Halloween: The Curse of Michael Myers) : Dr Terence Wynn
- 1996 : Raven Hawk (TV) : White
- 1996 : Vengeance à double face (A Face to Die For) (TV) : Joe Thomas
- 1996 : Ed de Bill Couturié : Abe Woods
- 1997 : Ennemis rapprochés (The Devil's Own) : le chef Jim Kelly
- 1997 : Menteur, menteur (Liar Liar) de Tom Shadyac : Mr. Allan
- 1997 : Tueurs à gages (Grosse Pointe Blank) : Mr. Bart Newberry
- 1997 : Dharma et Greg (série télévisée) : Edward Montgomery
- 1998 : Life of the Party: The Pamela Harriman Story (TV) : Averell Harriman
- 1999 : Aftershock : Tremblement de terre à New York (Aftershock: Earthquake in New York) (TV) : Frank Agostini
- 2005 : Love for Rent : Doctor

## Voix francophones
En France, Mitch Ryan n'a pas vraiment eu de voix attitrée. Jean-Claude Michel l'a doublé à deux reprises. 
| En France - Jean-Claude Michel dans : - L'Homme des Hautes Plaines - Un tueur dans la foule - René Arrieu dans Les Charognards - Francis Lax dans Magnum Force - Serge Lhorca dans Nord et Sud (série télévisée) - Pierre Hatet dans L'Arme fatale - William Sabatier dans Hot Shots! 2 - Michel Bardinet dans Judge Dredd | - Michel Ruhl dans Halloween 6 - Jean Barney dans Menteur, menteur - Bernard Tiphaine dans Dharma et Greg (série télévisée) Au Québec - Yves Massicotte dans : - Des pilotes en l'air 2 - Sous le ciel du Nevada - Ronald France dans L'Arme fatale - Léo Ilial dans Halloween : La Malédiction de Michael Myers - André Montmorency dans Le Tueur de Grosse Pointe |